# Šmartno, Brda
Šmartno je utrjena vas v Goriških Brdih, ki upravno spada v Občino Brda. Tako kot  Štanjel in Vipavski Križ sodi med naselja z ohranjenim srednjeveškim obzidjem, vendar za razliko od obeh prej navedenih Šmartno nikoli ni imelo v svojem središču gradu ali utrdbe.

## Opis
Znotraj ohranjenega obzidja je strnjeno vaško jedro ob treh ulicah okoli cerkve ter njenega izstopajočega zvonika. Naselje je razglašeno za kulturni spomenik. Za vasjo je dvignjen grič z lokalnim pokopališčem.
Zavetnik nekdanje župnijske cerkve sv. Martina, sedaj podružnične cerkve župnije Biljana, je vplival na ime vasi in na to, da vaščani vsako leto organizirajo slikovito Martinovanje. Takrat odprejo svoje kleti.

## Cerkev sv. Martina
Sedanja cerkev ima osnovo iz 19. stoletja, ko so jo temeljito razširili in preuredili. V cerkveni ladji so freske in druge poslikave Toneta Kralja. Okras cerkve je ena zadnjih celostnih dekoracij ki jih je slikar izdelal že po drugi svetovni vojni. Sedež župnije je preseljen v Biljano.

## Druge zanimivosti
Vas ima tudi manjšo etnografsko muzejsko zbirko s predstavitvijo življenja v naselju v začetku 20. stoletja. Šmartno ima urejeno dvorano za koncertne, plesne in druge prireditve in manjšo galerijo za lokalne razstave. Več hiš ima vinske kleti ali vsaj del pritličja urejen za shranjevanje živil. Starejša vzdolžna hiša ob južnem obzidju je domovanje rodbine Musič, iz katere izvira znani slovenski slikar in grafik Zoran Mušič. Njegovi starši so pokopani v družinskem grobu na vaškem pokopališču. Zanimivo urejeno hišo na robu obzidane vasi ima tudi Salonit iz Anhovega.
V vasi, izven utrjenega jedra, so 9. novembra 2013 odprli hotel San Martin.

## Galerija
- Vhodna vrata
- Nedeljski prizor na ulici
- Stolp ob vhodnih vratih